# 270-ті
Триває криза третього століття в Римській імперії — імператори Квінтілл, Авреліан, Марк Клавдій Тацит, Флоріан, Проб. Імперія знову об'єдналася Галльська імперія та Пальмірське царство припинили існування. У Китаї — Період трьох держав, в Індії — Кушанська імперія, у Персії — імперія Сассанідів.
На території лісостепової України Черняхівська культура. У Північному Причорномор'ї готи й сармати.